# 中川英子
中川 英子（なかがわ ひでこ、1946年 - ）は、日本の家政学者。宇都宮短期大学教授を経て、宇都宮短期大学副学長。2021年定年退任。宇都宮短期大学名誉教授専門は、家政学。家庭福祉学、生活科学。家庭福祉の実践学を専門としている。

## 来歴
1994年 お茶の水女子大学大学院家政学研究科修士課程家庭経営専攻修了。御船美智子教授に師事。その後、宇都宮短期大学教授在職中に、学科長・図書館長・副学長を歴任。2021年に宇都宮短期大学名誉教授。大学教育において、家庭福祉の意義を理解し、専門的な知識・技術や方法を身につける実践的な教育活動を行なってきている。

## 主な著作・編著・共著
- 『家計簿からみた近代日本生活史』共著（東京大学出版会、1993）[5]
- 『介護福祉のための家政学』編著（建帛社、2004）[5]
- 『介護福祉のための家政学実習』編著（建帛社、2005）[5]
- 『家庭福祉論 （シリーズ事例で学ぶ）』編著（学文社、2006）[5]
- 『生活支援技術 ２ 自立に向けた移動・姿勢保持・生活経営・住まい・安全の支援』編著（建帛社、2009）[5]
- 『生活支援技術 ４ 自立に向けた食事・調理・睡眠・排泄の支援と終末期の支援』編著（建帛社、2009）[5]
- 『生活支援のための調理実習』編著（建帛社、2010）[5]
- 『福祉のための家政学』編著（建帛社、2010）[5]
- 『生活支援のための調理実習 第２版』編著（建帛社、2014）[5]
- 『御船美智子論文集』共著（光生館、2015）[5]
- 『福祉のための家政学 自立した生活者を目指して 新版』編著（建帛社、2017）[5]
- 『生活支援のための調理実習 第３版』編著（建帛社、2020）[5]
- 『生活支援のための調理実習 改訂版』編著（建帛社、2023）[5]